# Rúnar Alex Rúnarsson
Rúnar Alex Rúnarsson (Reykjavík, 1995. február 18. –) izlandi válogatott labdarúgó, az FC København kapusa.

## Pályafutása
Az izlandi U17-es válogatott tagjaként részt vett a 2012-es U17-es  Európa-bajnokságon.

## Sikerei, díjai
- KR Reykjavíkur
  - Izlandi bajnok: 2013